# Mufulira
Mufulira – miasto w Zambii, w prowincji Copperbelt, na obszarze Pasa Miedzionośnego. W 2010 roku liczyło 141 tys. mieszkańców. Duży ośrodek wydobycia rud miedzi i kobaltu. Zakład wzbogacania rud miedzi, huta i rafineria miedzi.